# Nuclear Death
Nuclear Death est un groupe de death metal américain, originaire de Phoenix, en Arizona. Formé en 1986 et séparé en 2000, il est l'un de rares groupes de ce genre avec une femme au chant, Lori Bravo.

## Biographie
Nuclear Death est formé le 23 mars 1986 par Laura Bravo (voix, basse), Phil Hampton (guitare), et Joel Whitfield (batterie) à Phoenix, en Arizona. Leur première démo, Wake Me When I'm Dead, est sorti plus tard dans la même année, et a reçu de bonnes critiques des américains et des fanzines d'outre-mer. On peut noter qu'à ce moment, il n'y avait que peu de groupe de death metal avec une vocaliste. Leur seconde démo, Welcome to the Minds of the Morbid, suivi en 1987, à la suite de laquelle Nuclear Death signe un contrat avec Richard Campos de Wild Rags, label, fanzine et vendeur de CD en Californie.
En 1990, le groupe sort l'album Bride of Insect,. En 1991, le groupe sort son album le plus controversé, intitulé Carrion for Worm, contenant de nombreuses chansons considérés de mauvais goût, comme The Human Seed, Lurker in the Closet: A 'Fairy' Tale, et Greenflies,. Carrion for Worm contient comme invité vocal Chris Reifert, chanteur du populaire groupe de death metal Autopsy, sur deux chansons, Cathedral of Sleep et Vampirism. Le 23 mai 1992, Nuclear Death joue un concert à Porto Rico, avec le label partenaire d'Impetigo. Plus tard dans l'année, ils sortent For our Dead, un single de quatre pistes contenant une version réenregistré de la chansons de 1987, The Third Antichrist de l'album Welcome to the Minds of the Morbid.
Après la séparation de Nuclear Death, Lori forme un nouveau groupe, Raped, en 2002. Joel Whitfield rejoint Eroticide en 1991.

## Membres
- Lori Bravo - chant, guitare, basse
- Steve Cowan - batterie, basse
- Phil Hampson - guitare
- Joel Whitfield - batterie

## Discographie

### Albums studio
- 1988 : Caveat (enregistrement cassette)
- 1990 : Bride of Insect (Wild Rags)
- 1991 : Carrion for Worm (Wild Rags)
- 1992 : All Creatures Great and Eaten (enregistrement cassette)
- 1996 : The Planet Cachexial (Cat's Meow Records)
- 2000 : Harmony Drinks of Me (Cat's Meow Records)

### EP
- 1992 : For Our Dead (Wild Rags)

### Démos
- 1986 : Wake Me When I'm Dead
- 1987 : Welcome to the Minds of the Morbid
- 1988 : A Symphony of Agony (Reh Tape Records)
- 1988 : Vultures Feeding

### DVD
- ???? - Unalive in Texas (VHS)
- ???? - The Profligacy Video (VHS)